# Galoolley (Woqooyi Galbeed)
Galoolley (ook: Galole, Galooley, Galoolay) is een dorp in het District Gabiley in de regio Woqooyi-Galbeed, in de niet-erkende staat Somaliland (en dus de jure nog steeds gelegen in Somalië). Galoolley bestaat uit een cluster van ten minste zeven traditionele nederzettingen/woongemeenschappen die tussen de 6,2 en 10,3 km ten oosten van de districtshoofdstad Gabiley liggen. Galoolley moet niet worden verward met een gelijknamig dorp in het District Oodweyne, regio Togdheer, eveneens in Somaliland.